# كاسي تاونسيند
كاسي تاونسيند (بالإنجليزية: Casey Townsend)‏ (7 يوليو 1989 بترافيرس سيتي في الولايات المتحدة - ) هو لاعب كرة قدم أمريكي في مركز الهجوم. شارك مع منتخب الولايات المتحدة تحت 18 سنة لكرة القدم ومنتخب الولايات المتحدة تحت 20 سنة لكرة القدم. أما مع النوادي، فقد لعب مع دي.سي. يونايتد ونادي شيفاز يو إس أي وTampa Bay Rowdies ‏ واوكلاهوما سيتي أنرجي وريتشموند كيكرز.

## روابط خارجية
- كاسي تاونسيند على موقع الدوري الأمريكي (الإنجليزية)
- كاسي تاونسيند على موقع قاعدة بيانات كرة القدم.إي يو (الإنجليزية)
- كاسي تاونسيند على موقع Soccerway.com (الإنجليزية)
- كاسي تاونسيند على موقع عالم كرة القدم.نت (الإنجليزية)